# Campeonato Mundial de Ciclismo Urbano de 2027
El X Campeonato Mundial de Ciclismo Urbano se celebrará en Alta Saboya (Francia) en el año 2027, bajo la organización de la Unión Ciclista Internacional (UCI) y la Unión Ciclista de Francia.
Serán disputadas pruebas en dos disciplinas, las que otorgarán un total de ocho títulos de campeón mundial:
- Trials (TRI) – masculino 20″, masculino 26″, femenino 20″/26″ y equipo mixto
- BMX estilo libre – parque (masculino y femenino) y flatland (masculino y femenino)